# Moș Crăciun (serie de filme)
Moș Crăciun (în engleză: The Santa Clause) este o serie de filme de comedie cu Tim Allen. Seria de filme începe cu Cine este Moș Crăciun? (The Santa Clause, 1994). Este continuată de Moș Crăciun caută Crăciuniță (The Santa Clause 2, 2002) și Familia lui Mos Crăciun (The Santa Clause 3: The Escape Clause, 2006). Cu fiecare film ulterior, seria a cunoscut o scădere a recenziilor critice și a încasărilor la box-office.

## Cine este Moș Crăciun?
Tim Allen interpretează rolul lui Scott Calvin, un om obișnuit care accidental face ca Moș Crăciun să cadă de pe acoperișul casei sale în Ajunul Crăciunului. După ce îmbracă haina Moșului, el și cu fiul său Charlie sunt transportați la Polul Nord unde  află că trebuie neapărat să devină noul Moș Crăciun pentru a salva Crăciunul.

## Moș Crăciun caută Crăciuniță
Au trecut opt ani de la evenimentele din primul film. Scott Calvin este un Moș Crăciun de succes în momentul în care  încep să apară mai multe probleme. În primul rând, el află că până la următorul Crăciun trebuie să-și găsească o soție, în caz contrar clauza de Moș Crăciun este încălcată și sărbătorile de iarnă dispar. În plus, fiul său Charlie este trecut pe lista celor obraznici. În disperare, Scott decide să părăsească Polul Nord pentru a se duce acasă să rezolve problema cu fiul său și să-și găsească o soție. În locul său, elful Curtis a creat o replică a Moșului sub formă de jucărie, dar noul Moș din plastic se va dovedi o nouă mare problemă. Acesta preia controlul Polului Nord cu ajutorul  armatei sale de soldați de jucărie. De asemenea, Noul Moș introduce noi definiții pentru a determina cine este cuminte și cine este obraznic și decide ca toți copii din lume să primească cărbuni în loc de cadouri. În această situație, elful Curtis decide să-l aducă pe Scott înapoi la Polul Nord.

## Familia lui Moș Crăciun
Scott Calvin și soția sa Carol trăiesc fericiți la Polul Nord. Cu toate acestea, chiar înainte de Crăciun apar întârzieri în producția de jucării. Carol așteaptă să nască în curând un copil și vrea ca Scott să petreacă mai mult alături de ea. Pentru ca lucrurile să se complice, Jack Frost vrea ca el să preia sărbătoarea Crăciunului.

## Distribuție
| Personaj                         | Filme            | Filme              | Filme                                 |
| Personaj                         | The Santa Clause | The Santa Clause 2 | The Santa Clause 3: The Escape Clause |
| -------------------------------- | ---------------- | ------------------ | ------------------------------------- |
| Moș Crăciun / Scott Calvin       | Tim Allen        | Tim Allen          | Tim Allen                             |
| Charlie Calvin                   | Eric Lloyd       | Eric Lloyd         | Eric Lloyd                            |
| Neal Miller                      | Judge Reinhold   | Judge Reinhold     | Judge Reinhold                        |
| Laura Miller                     | Wendy Crewson    | Wendy Crewson      | Wendy Crewson                         |
| Bernard Elful                    | David Krumholtz  | David Krumholtz    |                                       |
| Crăciunița / Carol Newman/Calvin |                  | Elizabeth Mitchell | Elizabeth Mitchell                    |
| Lucy Miller                      |                  | Liliana Mumy       | Liliana Mumy                          |
| Curtis Elful                     |                  | Spencer Breslin    | Spencer Breslin                       |
| Dl. Whittle / Tatăl Timp         | Peter Boyle      | Peter Boyle        | Peter Boyle                           |
| Mama Natură                      |                  | Aisha Tyler        | Aisha Tyler                           |
| Iepurașul de Paște               |                  | Jay Thomas         | Jay Thomas                            |
| Cupidon                          |                  | Kevin Pollak       | Kevin Pollak                          |
| Zâna Măseluță                    |                  | Art LaFleur        | Art LaFleur                           |
| Moș Ene                          |                  | Michael Dorn       | Michael Dorn                          |
| Tatăl Iernii                     |                  |                    | Martin Short                          |
| Bud Newman                       |                  |                    | Alan Arkin                            |
| Sylvia Newman                    |                  |                    | Ann-Margret                           |

Note: O celula gri indică faptul că personajul nu a apărut în acel film.

## Încasări
| Film                                  | Premiera          | Încasări      | Încasări       | Încasări     | Buget       | Ref.  |
| Film                                  | Premiera          | SUA și Canada | Alte teritorii | Toată lumea  | Buget       | Ref.  |
| ------------------------------------- | ----------------- | ------------- | -------------- | ------------ | ----------- | ----- |
| The Santa Clause                      | 11 noiembrie 1994 | $144.833.357  | $44.966.643    | $189.800.000 | $22.000.000 | [ 1 ] |
| The Santa Clause 2                    | 1 noiembrie 2002  | $139.225.854  | $33.600.000    | $172.825.854 | $65.000.000 | [ 2 ] |
| The Santa Clause 3: The Escape Clause | 3 noiembrie 2006  | $84.500.122   | $23.000.000    | $107.500.122 | $12.000.000 | [ 3 ] |
| Total                                 | Total             | $368.559.333  | $101.566.643   | $470.125.976 | $99.000.000 | [ 4 ] |

Seria de filme Moș Crăciun a fost un succes la box office cu un buget total de 99 de milioane de dolari americani și încasări totale de peste 470 de milioane.